# Ossigeno solido
L'ossigeno solido si forma a pressione normale ad una temperatura inferiore a 54,36 K (−218,79 °C). Come l'ossigeno liquido, l'ossigeno solido O2 è una sostanza di colore azzurro.
L'ossigeno molecolare O2 è l'unica molecola diatomica (e una delle poche molecole in generale) a possedere un momento magnetico; per questo motivo, l'ossigeno solido ha suscitato particolare interesse per lo studio sulla relazione tra magnetizzazione molecolare e struttura cristallina, struttura elettronica e superconduttività. A pressioni elevate, l'ossigeno solido passa da uno stato di isolante ad uno stato metallico, e a temperature molto basse diventa un superconduttore. Fino ad oggi sono state scoperte sei fasi cristallografiche distinte dell'ossigeno solido.
Il volume molare dell'ossigeno solido va da un minimo di 21 cm³/mol per la fase α, a un massimo di 23,5 cm³/mol per la fase γ.

## Fasi cristalline

Diagramma di fase dell'ossigeno solido (RT=temperatura ambiente)

Attualmente si conoscono sei fasi cristallografiche dell'ossigeno solido:
1. Ossigeno-α: azzurro —  si forma a 1 atm sotto i 23,8 K; struttura cristallina monoclina.
2. Ossigeno-β: azzurro-rosa — si forma a 1 atm sotto i 43,8 K; struttura cristallina romboedrica.
3. Ossigeno-γ: azzurro pallido — si forma a 1 atm sotto i 54,36 K; struttura cristallina cubica.
4. Ossigeno-δ: arancione — si forma a temperatura ambiente ad una pressione di 9 GPa
5. Ossigeno-ε: rosso scuro — si forma a temperatura ambiente a pressioni superiori a 10 GPa
6. Ossigeno-ζ: metallico — si forma a pressioni superiori a 96 GPa

### Ossigeno rosso
Sottoponendo l'ossigeno a pressioni superiori a 10 GPa a temperatura ambiente, questo subisce una transizione di fase ad un differente allotropo; il suo volume diminuisce drasticamente e passa da un colore blu a rosso scuro. La struttura molecolare dell'ossigeno-ε, scoperto nel 1979, è ancora incerta; tuttavia, nel 2006, per mezzo della cristallografia a raggi X, è stato dimostrato che essa consiste in un cluster O8 composto da quattro molecole di ossigeno O2, contrariamente a quanto ipotizzato nel 1999 da uno studio del suo spettro di assorbimento infrarosso che prediceva una struttura O4 in un reticolo cristallino.
|                               |                                       |
| Struttura molecolare dell' O8 | Struttura cristallina dell'ossigeno-ε |

L'ossigeno rosso presenta una simmetria monoclina C2/m.

### Ossigeno metallico
Comprimendo ulteriormente la fase ε fino a raggiungere i 96 GPa di pressione, è possibile ottenere l'ossigeno metallico, o ossigeno-ζ. Questa fase metallica, scoperta nel 1990 sottoponendo l'ossigeno a 132 GPa, è in grado di esibire superconduttività a pressioni superiori i 100 GPa e a temperature inferiori a 0,6 K.